# Larry Robinson
Larry Clark Robinson (* 2. Juni 1951 in Winchester, Ontario) ist ein ehemaliger kanadischer Eishockeyspieler und derzeitiger -trainer, der im Verlauf seiner aktiven Karriere zwischen 1970 und 1992 unter anderem für die Montréal Canadiens und Los Angeles Kings in der National Hockey League spielte. In Diensten der Canadiens de Montréal, bei denen Robinson den Großteil seiner Karriere verbrachte, gewann Robinson zwischen 1973 und 1986 insgesamt sechsmal den Stanley Cup als Spieler. Darüber hinaus erhielt er zahlreiche individuelle Auszeichnungen, darunter die Conn Smythe Trophy im Jahr 1978 und die Aufnahme in die Hockey Hall of Fame im Jahr 1995. Er hält außerdem den Rekord mit der besten Plus/Minus-Bilanz von +722 in der gesamten NHL-Karriere. In seiner anschließenden Karriere als Trainer gewann er drei weitere Male den Stanley Cup mit den New Jersey Devils.
Sein Bruder Moe Robinson kam zu einem Einsatz in der National Hockey League.

## Karriere

### Spielerkarriere
Bis in die 1960er Jahre hinein spielten sehr viele Spieler wie Eddie Shore, Gordie Howe oder Bobby Hull in der National Hockey League, die auf dem Land auf einer Farm aufgewachsen waren. Als Larry Robinsons Karriere in den 1970er-Jahren begann, war das schon eher die Ausnahme. Kurz nachdem er Laufen konnte, stellten ihn seine Eltern auf Schlittschuhe, aber erst mit acht Jahren kam er in eine Schülermannschaft. Wie auf dem Land üblich, heiratete er jung und als er in Kitchener in der Juniorenliga spielte, war er bereits Vater. Beim NHL Amateur Draft 1971 wurde er als 20. in der zweiten Runde von den Canadiens de Montréal gedraftet, dasselbe Jahr, in dem die Canadiens an erster Gesamtposition Guy Lafleur holten. Die Canadiens waren amtierender Stanley-Cup-Sieger und in der Verteidigung hervorragend besetzt. Man musste schon ein Star sein, um sich einen Platz in dieser Mannschaft zu erarbeiten und der sowohl körperlich als auch technisch starke Robinson wurde von seinem Trainer Al MacNeil in der American Hockey League bei den Nova Scotia Voyageurs zu einem Star gemacht.
Bei den Canadiens bildete er zusammen mit Guy Lapointe und Serge Savard die „Big Three“ und sein spektakulärer Bodycheck in den Finalspielen 1976 gegen Philadelphias Haudegen Gary Dornhoefer gilt als entscheidender Moment, in dem die Canadiens das Ruder herumrissen und in diesem Jahr den Stanley Cup holten. Für Robinson war es der zweite Titelgewinn nach 1973 und in den folgenden Jahren 1977, 1978 und 1979 durfte er erneut den Cup in Händen halten. Larry hatte eine unglaubliche Präsenz auf dem Eis und man hatte sehr viel Respekt vor ihm. Es reiche meist, wenn er in einer Auseinandersetzung dazwischen fuhr, um die Gemüter zu beruhigen. Nach seinem sechsten Cup-Gewinn 1986 wechselte er zu den Los Angeles Kings.
Im Team Canada spielte er 1976, 1981 und 1987 beim Canada Cup.

### Trainerkarriere
Nach seinem Karriereende war er zwei Jahre Assistenztrainer bei den New Jersey Devils. Von 1995 bis 1999 kehrte er für drei Jahre als Trainer zu den Los Angeles Kings zurück. Die nächste Station war dann wieder bei den Devils, wo er erneut Assistenztrainer war, aber zum Ende der Saison das Team übernahm und 2000 Stanley Cup gewann. 2002 beendete er dort seine Trainerlaufbahn, kam aber im Sommer 2005 zurück und ersetzte den erkrankten Pat Burns. Am 19. Dezember 2005 legte er sein Amt nieder, da er selbst merkte, dass er durch den Stress gesundheitliche Beschwerden bekam, war aber weiterhin als Assistenztrainer der Devils aktiv. Im Sommer 2012 verließ er New Jersey, um fortan als Assistenztrainer und Director of Player Development bei den San Jose Sharks tätig zu sein. Als Assistenztrainer von Todd McLellan wurde er gemeinsam mit ihm nach der Saison 2014/15 entlassen, verblieb allerdings in der Position des Director of Player Development. Seit Sommer 2018 ist er als Berater für die St. Louis Blues tätig.
1995 wurde er mit der Aufnahme in die Hockey Hall of Fame geehrt und am 19. November 2007 hingen die Canadiens de Montréal seine Trikotnummer 19 als Banner an die Decke des Centre Bell, die somit an keinen Spieler des Franchise mehr vergeben wird.

## Erfolge und Auszeichnungen

### Als Spieler
| - 1972 Calder-Cup-Gewinn mit den Nova Scotia Voyageurs - 1973 Stanley-Cup-Gewinn mit den Canadiens de Montréal - 1974 Teilnahme am NHL All-Star Game - 1976 Teilnahme am NHL All-Star Game - 1976 Stanley-Cup-Gewinn mit den Canadiens de Montréal - 1977 Teilnahme am NHL All-Star Game - 1977 Stanley-Cup-Gewinn mit den Canadiens de Montréal - 1977 Beste Plus/Minus-Wertung der NHL - 1977 James Norris Memorial Trophy - 1977 NHL First All-Star Team - 1978 Teilnahme am NHL All-Star Game - 1978 Stanley-Cup-Gewinn mit den Canadiens de Montréal - 1978 Topscorer der Stanley-Cup-Playoffs - 1978 Conn Smythe Trophy - 1978 NHL Second All-Star Team | - 1979 Stanley-Cup-Gewinn mit den Canadiens de Montréal - 1979 NHL First All-Star Team - 1980 Teilnahme am NHL All-Star Game - 1980 James Norris Memorial Trophy - 1980 NHL First All-Star Team - 1981 NHL Second All-Star Team - 1982 Teilnahme am NHL All-Star Game - 1986 Teilnahme am NHL All-Star Game - 1986 Stanley-Cup-Gewinn mit den Canadiens de Montréal - 1986 NHL Second All-Star Team - 1988 Teilnahme am NHL All-Star Game - 1989 Teilnahme am NHL All-Star Game - 1992 Teilnahme am NHL All-Star Game - 1995 Aufnahme in die Hockey Hall of Fame - 2007 Sperrung der Trikotnummer 19 durch die Canadiens de Montréal |

#### International
| - 1976 Goldmedaille beim Canada Cup - 1981 Silbermedaille beim Canada Cup - 1981 Bester Verteidiger der Weltmeisterschaft | - 1981 All-Star-Team der Weltmeisterschaft - 1984 Goldmedaille beim Canada Cup |

### Als Trainer
- 1995 Stanley-Cup-Gewinn mit den New Jersey Devils (als Assistenztrainer)
- 2000 Stanley-Cup-Gewinn mit den New Jersey Devils
- 2003 Stanley-Cup-Gewinn mit den New Jersey Devils (als Assistenztrainer)

## Karrierestatistik

### International
| Vertrat Kanada bei: - Canada Cup 1976 - Canada Cup 1981 - Weltmeisterschaft 1981 - Canada Cup 1984 | Vertrat die National Hockey League bei: - Challenge Cup 1979 |

(Legende zur Spielerstatistik: Sp oder GP = absolvierte Spiele; T oder G = erzielte Tore; V oder A = erzielte Assists; Pkt oder Pts = erzielte Scorerpunkte; SM oder PIM = erhaltene Strafminuten; +/− = Plus/Minus-Bilanz; PP = erzielte Überzahltore; SH = erzielte Unterzahltore; GW = erzielte Siegtore; 1 Play-downs/Relegation; Kursiv: Statistik nicht vollständig)

### NHL-Trainerstatistik
(Legende zur Trainerstatistik: Sp oder GC = Spiele insgesamt; W oder S = erzielte Siege; L oder N = erzielte Niederlagen; T oder U = erzielte Unentschieden; OTL oder OTN = erzielte Niederlagen nach Overtime oder Shootout; Pts oder Pkt = erzielte Punkte; Pts% oder Pkt% = Punktquote; Win% = Siegquote; Resultat = erreichte Runde in den Play-offs)